# Influenza di Hong Kong
L'influenza di Hong Kong fu una pandemia influenzale iniziata ad Hong Kong nel 1968 e diffusasi negli Stati Uniti nello stesso anno. La diffusione del morbo si interruppe l'anno seguente, il 1969. Le stime sulle perdite umane variano: almeno tra 2 e 4 milioni (con forte incertezza sulle morti nel blocco sovietico e nella Cina maoista) di persone morirono in tutto il mondo (tra 34.000 e 100.000 persone negli Stati Uniti) nei due anni di attività, 1968 e 1969.
L'influenza di Hong Kong era un'influenza aviaria (o di tipo A), in particolare il primo caso conosciuto di epidemia dovuta al ceppo H3N2 (una sigla che si riferisce alla configurazione delle glicoproteine virali di superficie, la emoagglutinina (H) e la neuraminidasi (N): in questo caso, significa che delle 16 emoagglutinine conosciute possiede la numero 3, mentre delle 9 neuraminidasi conosciute questo virus possiede la numero 2.
Per la sua somiglianza con l'influenza asiatica del 1957 (causata dal ceppo H2N2, che differiva dall'influenza di Hong Kong solo per una diversa combinazione della emoagglutinina dovuta a mutazione genetica) e probabilmente dal conseguente accumulo di anticorpi affini nella popolazione infetta, l'influenza di Hong Kong causò molte meno vittime di altre pandemie.
Il virus ebbe una ripresa nel tardo 1969 e primo 1970, e ancora nel 1972. In questa ripresa, in Italia fu soprannominata influenza spaziale, dove causò circa 20.000 morti nel 1969-70.